# ヴォシリウス・チャルトリスキス
ヴォシリウス・チャルトリスキス（ポーランド語: Wasyl (Wassilij) Konstantynowicz Czartoryski, リトアニア語: Vosylius Čartoriskis, 1375年頃 - 1416年）は、チャルトリスキ家出身のリトアニア大公国の政治及び軍事上の指導者である。

## 生涯
ポジーリャ公コンスタンティナス・アルギルダイティスの息子で、ゲディミナス朝出身のリトアニア大公アルギルダスの孫にあたる。
1393年に叔父ポーランド国王ヴワディスワフ2世に仕えている時にロゴイシクの地を得た。
ヴォシリウスは ヴォルィーニ付近のチャルトリィースクの都市を封土として与えられた。同都市に因んで初めはチャルトリスキス公と呼ばれたが、これが次第に一族の名称となった。
出自不明のアンナと結婚して3人の子を儲けた。
- ヨナス（1489年死去）
- アレクサンドラス（1477年死去） - プスコフ（1443年 - 1447年、1456年 - 1460年）ならびにノヴゴロド（1477年 - 1456年）の代官
- ミーコラス（1489年死去）